# Sunniggrathütte
Die Sunniggrathütte ist eine in Privatbesitz befindliche Berghütte im Kanton Uri (Schweiz).
Sie liegt auf einer markanten Bergschulter oberhalb von Intschi, hoch über dem mittleren Urner Reusstal in 1978 m ü. M. Höhe in den Urner Alpen. In der Nähe befindet sich ein Weiher (Sunnig Grat Seeli 1960 m ü. M.), der als Badesee genutzt wird.

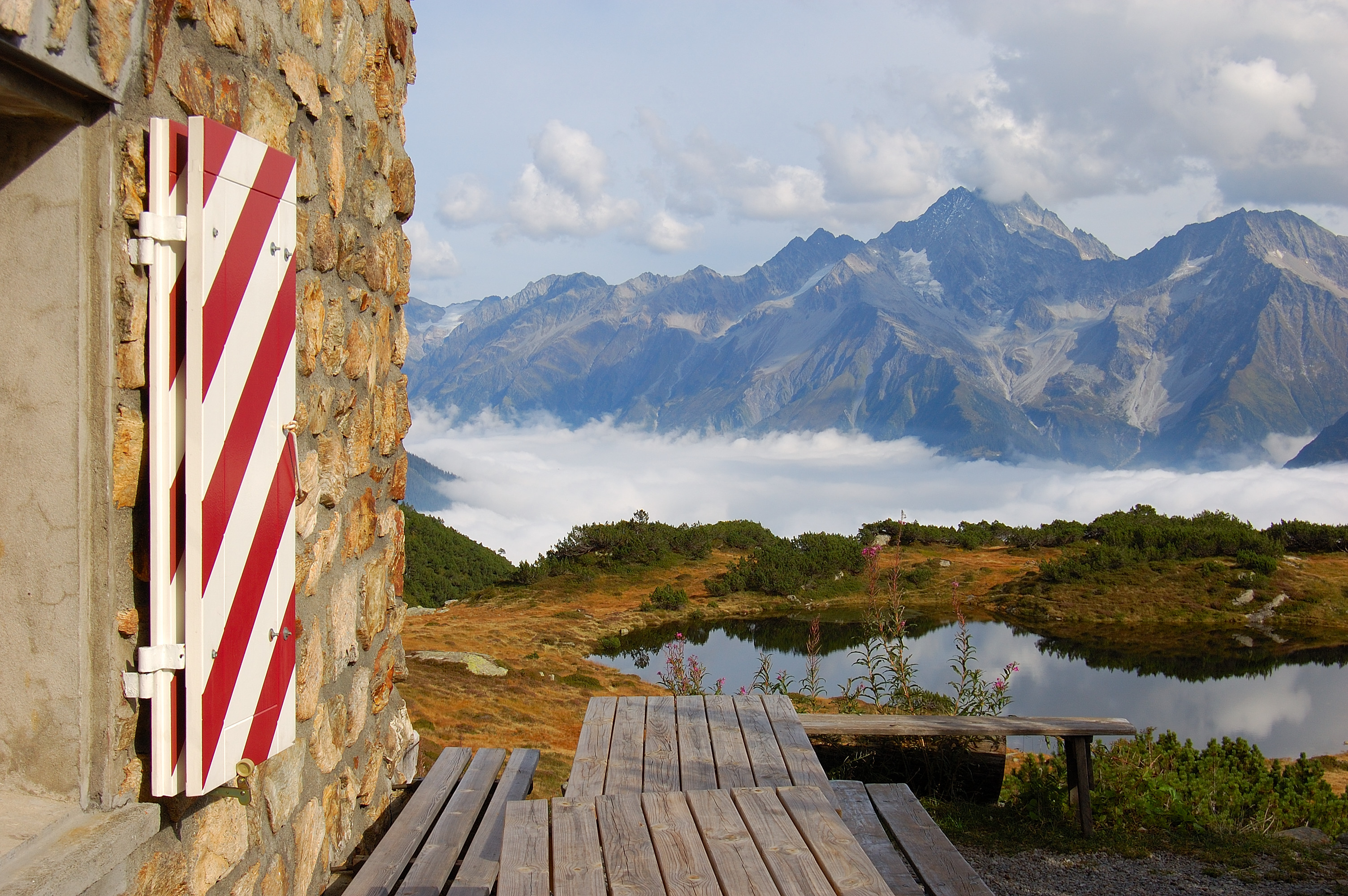
Aussicht von der Sunniggrathütte

Der etwas nördlich liegende Sunnig Grat ist ein hervorragender Aussichtspunkt ins Reusstal und auf die Dreitausender der Urner, Glarner und Schwyzer Alpen.
Erreichbar ist die Hütte ab Intschi oder Amsteg mit der Luftseilbahn bis Arnisee, von dort in 1,5 bis 2 Stunden und ab Gurtnellen Dorf über Arnisee in ca. 3,5 Stunden.
Sie bietet 30 Schlafplätze (Massenlager) und ist von Anfang Juli bis Ende August bei guter Witterung bewirtet, die übrige Zeit auf Anfrage.
Die Hütte eignet sich als Ausgangspunkt für Rundwanderungen sowie als Etappenort für Wanderungen mit Übergängen zur Leutschach- und Kröntenhütte.

## Belege
1. 1 2 3  Höhe gemäß SwissTopo (Karten der Schweiz)